# Isocapnia agassizi
Isocapnia agassizi är en bäcksländeart som beskrevs av William Edwin Ricker 1943. Isocapnia agassizi ingår i släktet Isocapnia och familjen småbäcksländor. Inga underarter finns listade i Catalogue of Life.